# Fredericksburg (Virginia)
Fredericksburg is een stad in de Amerikaanse staat Virginia, 80 km ten zuiden van Washington D.C. en 90 km ten noorden van Richmond. Bij de census van 2019 had de stad 29.036 inwoners.

## Geschiedenis
Toen de grens (frontier) van Virginia naar het westen trok, de kustvlakte uit, werd de rivier de Rappahannock waaraan de stad ligt van steeds groter belang. In 1671 werd een claim vastgelegd op de grond waar nu de stad ligt. In 1676 werd op deze locatie een fort opgericht. In 1714 moedigde luitenant-gouverneur Alexander Spotswood de stichting van een Duitse nederzetting genaamd Germanna aan langs de Rapidan, een zijrivier van de Rappahannock, en leidde een expeditie naar het westen over de Blue Ridge Mountains.
De koloniale assemblee besloot tot stichting van een nieuwe county Spotsylvania (genaamd naar Spotswood) in 1720 en stichtte Fredericksburg in 1728 als havenstad voor deze county. De stad is genoemd naar Frederik, prins van Wales, zoon van koning George II en vader van koning George III.

### Amerikaanse Burgeroorlog
De bekendste gebeurtenis uit de geschiedenis van de stad is de Slag bij Fredericksburg op 13 december 1862 tijdens de Amerikaanse Burgeroorlog, die een grote Zuidelijke overwinning werd, al werd de stad zwaar beschadigd door artillerie en plundering van de Noordelijken.

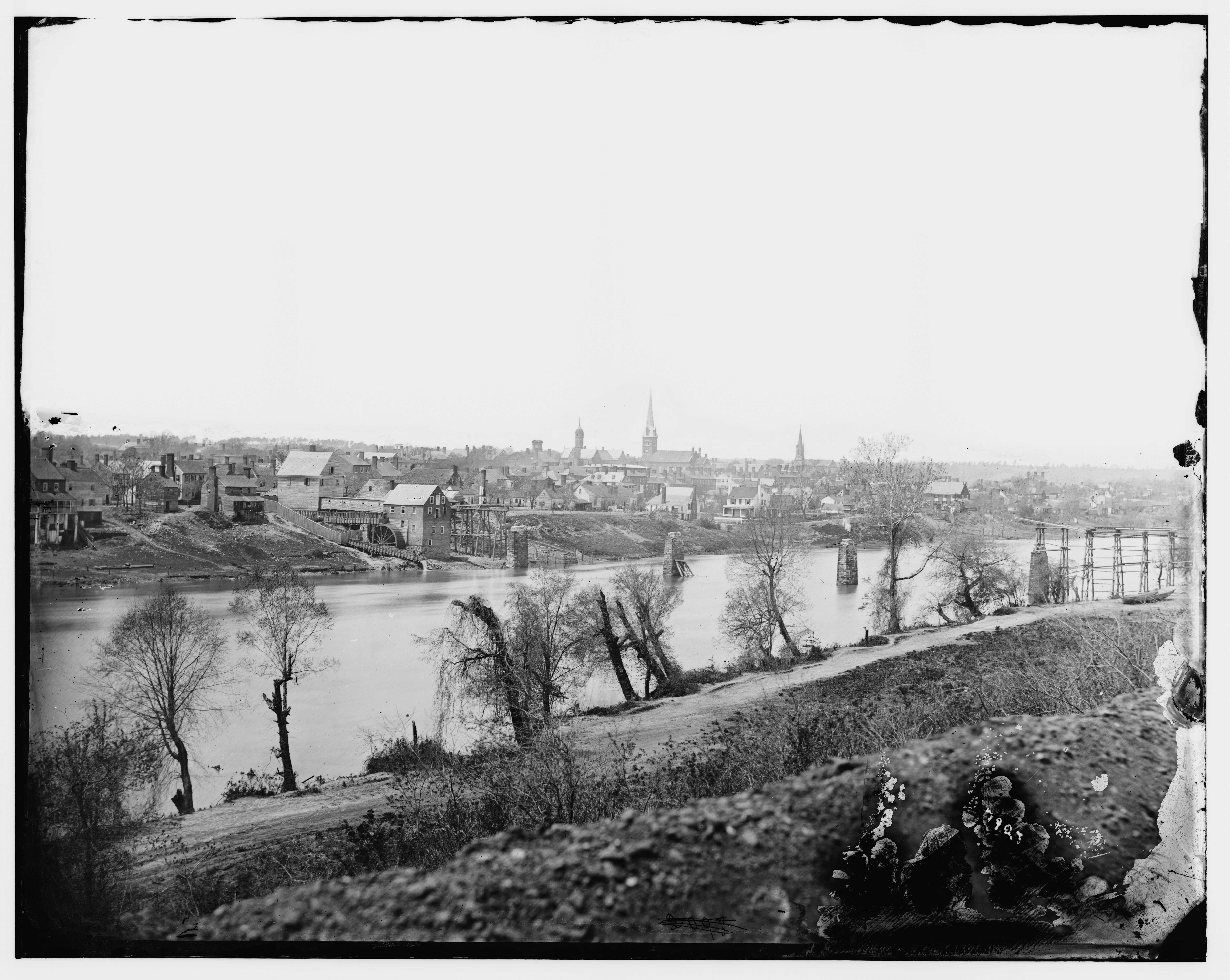
Fredericksburg in 1862, gezien over de rivier de Rappahannock
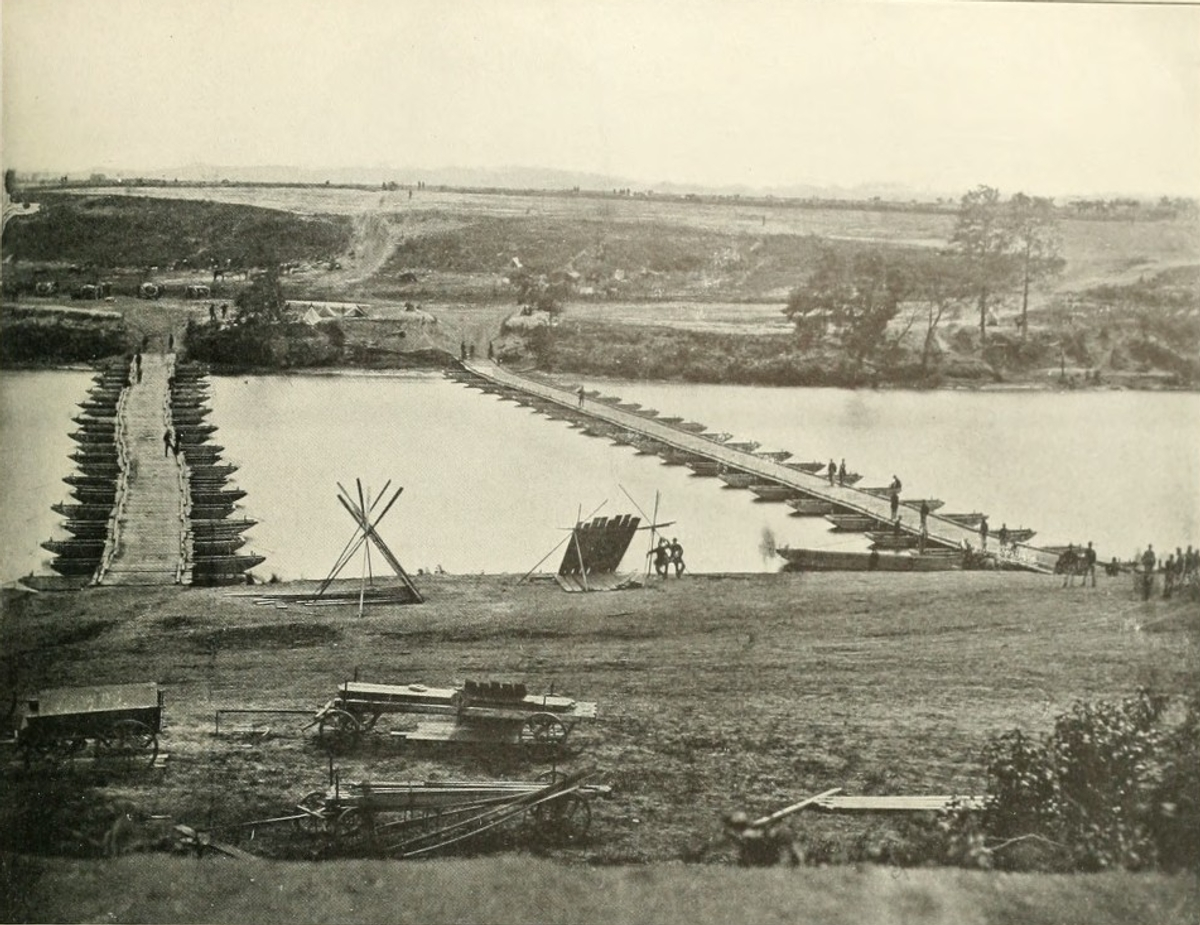
Pontonbruggen voor de oversteek naar Fredericksburg in 1862

## Geboren
- Thomas Armat (1866-1948), technicus en uitvinder
- Arthur David Hall (1925-2006), electrotechnicus
- Jeff Rouse (1970), zwemmer